# Chiesa di San Bartolomeo al Pozzo
La chiesa di San Bartolomeo al Pozzo è un edificio sacro che si trova a Terranuova Bracciolini.

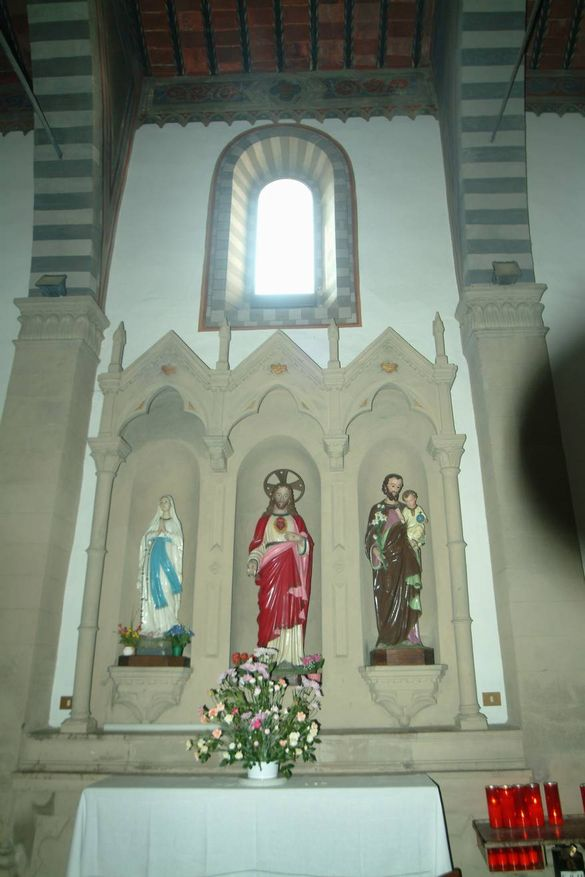
Un particolare degli interni della chiesa di San Bartolomeo al Pozzo

## Storia e descrizione
La chiesa è una di quelle edificate contestualmente a Terranuova poco dopo la fondazione della città, in questo caso dal popolo proveniente dal Castello del Pozzo, a ricordo del borgo di origine. L'interno, a navata unica, fu trasformato già nel Settecento ma si presenta nell'aspetto datole all'inizio del Novecento, in stile neogotico, scandito da tre grandi archi ogivali dicromi. L’altare sulla parete destra, dedicato alla Madonna del Conforto ha forme neogotiche così come quello sinistro dedicato al Santo Cuore e quello maggiore. Della chiesa medievale restano solo alcuni brani di affreschi martellinati mentre la copertura è a capriate con travi a vista decorate. 
Sull'altare maggiore è un capolavoro di Gregorio Pagani, la tela commissionata dalla famiglia Concini che rappresenta la Crocefissione con la Madonna e i Santi Bartolomeo, Niccolò e Agata, del 1593; le due figure sotto la croce ricordano Bartolomeo Concini, sottosegretario di Cosimo I, e Matteo Concini, vescovo di Cortona.